# Imbert de La Platière de Bourdillon
Imbert de La Platière, seigneur de Bourdillon (1516 - 1567) est un militaire français du  XVIe siècle, élevé à la dignité de maréchal de France le 6 avril 1564. Il fut reçu chevalier de l'Ordre de Saint-Michel en 1560.

## Biographie
Membre de la famille de La Platière, originaire du Nivernais, Imbert de La Platière dit Bourdillon, seigneur de Frasnay, de Montigny-lès-Cherlieu, de Saint-Sulpice, de Saint-Aubin et d’Époisses, né en 1516 (il est encore mineur à la mort de son père en 1525), est le fils de Philippe de La Platière, seigneur des Bordes (maître d'hôtel du roi, capitaine de Niort en 1520 et mort en 1523) et de Catherine de La Fayette. Il est le neveu d'Imbert de La Platière († 1519), évêque de Nevers.
Imbert de La Platière suit la carrière des armes. Il est page de l'écurie de François Ier, puis écuyer du dauphin, futur Henri II. Il prend part aux campagnes de François Ier en Champagne et en Italie. Il participe à la bataille de Cérisoles en 1544. Il est nommé lieutenant de la compagnie du duc de Nevers, et capitaine de 50 hommes d'armes des ordonnances. Gaspard de Coligny le recommande à François Ier qui le nomme bailli d’Auxois le 27 avril 1545, lieutenant général au gouvernement de Champagne et de Brie, pendant l'absence du duc du Nivernais, par provisions données à Saint-Germain-en-Laye, le 6 avril 1547. Il suit le comte d'Essex dans son expédition d'Écosse, en 1548. Le roi lui demande de fortifier les villes de Champagne afin de contenir les avancées de Charles Quint vers la France. Henri II qui a succédé à François Ier lui donne la charge au mois d'avril 1551, de conduire à Reims le jeune duc de Lorraine, que Henri II jugeait à propos de faire élever à sa cour. Créé maréchal-de-camp, au mois d'août, pour servir dans l'armée de Lorraine, sous le connétable, il commande 200 hommes d'armes envoyés a Claude II de Lorraine, qui avait demandé au roi ce renfort : Albert de Brandebourg-Ansbach bat le duc d'Aumale près de Toul, avant l'arrivée de ce secours. Il se démet de la lieutenance de Champagne au mois d'octobre suivant. Il chasse l'ennemi des environs de Mézières avec sa compagnie d'ordonnance, en 1554. Il arrête sur les frontières de Champagne, en 1555, les désordres et les pillages des paysans, reprend le château de Fumen, se rend maître de quelques forteresses voisines, met ses troupes en sûreté, et, par sa présence, garantit de l'insulle des ennemis les travailleurs employes aux fortifications de Marienbourg, de Rocroy et de Mauber-Fontaine. Il inspecte les fortifications. Malgré ces efforts l’armée française est battue à Saint-Quentin en 1557, il sauve le tiers de l'armée après sa défaite et rencontre sans doute Ambroise Paré sur le champ de bataille de La Fère. Il se trouve au siège de Thionville en 1558. Le duc de Guise rentre d’Italie pour reprendre Calais aux anglais en 1558. Imbert de La Platière est alors chargé de faire une diversion afin d’attirer l’adversaire vers l’est.

Marguerite de Guitaut cite une lettre du roi Henri II à Imbert de La Platière alors qu’il a reçu l’ordre de rassembler des troupes pour investir Thionville : 

« ...on, j’ai su que mon cousin le duc de Guise m’a écrit le bon et grand devoir que vous avez fait et faites pour mon service. Ce qui n’est pas nouveau pour moi, sachant que vous avez toujours coutume de faire ainsi. Mais je n’ai pas voulu manquer de vous faire savoir le grand contentement que j’en ai et vous assurer que je ne l’oublierai pas... Henri II, Roi de France. »

Il sert au siège et à la prise de Thionville qui est prise par le duc de Guise le 22 juin 1558. Thionville sera rendu à l'Espagne l'année suivante (traité du Cateau-Cambrésis).
Durant ces guerres, le calvinisme progresse ; Henri II signe la paix de Cateau-Cambrésis en 1559. Pour concrétiser la paix, la sœur d'Henri II, Marguerite de France, se marie avec le duc de Savoie Emmanuel-Philibert, et sa fille Élisabeth avec Philippe II d'Espagne. Lors d'un tournoi organisé à Paris pour les secondes noces, Henri II est mortellement blessé : la lance de Montgomery a pénétré à travers la visière du casque du roi et a touché son cerveau. Ambroise Paré ne pourra rien faire pour sauver le roi, qui mourra des suites de ses blessures le 10 juillet 1559, à hôtel des Tournelles.

Le roi l'envoi en ambassade à la diète d’Augsbourg, tenue le 25 février 1559 avec Charles de Marillac, archevêque de Vienne. Ils sont reçus par Ferdinand Ier, le nouvel Empereur du Saint-Empire. La montée du protestantisme inquiète. Ainsi de Marillac lui écrit avant son départ pour Augsbourg : 

«  Ne prenez avec vous qu’un héraut, un truchement et deux bons serviteurs, et s’il vous plaît, faites provision de messes, de Strasbourg à Augsbourg vous n’en n’aurez aucune, car ils sont tous protestants. À Augsbourg vous pourrez en entendre. »

.
En 1559, le roi le nomme gouverneur et lieutenant général du marquisat de Saluces, et des cinq villes réservées en Piémont. Il s'oppose énergiquement, mais sans succès, au projet de restitution du duc de Savoie des places de Turin, Chivasso et Villeneuve d'Asti.
En 1560, Charles IX fils d'Henri II, succède à son frère François II. Catherine de Médicis est nommée régente pendant la minorité de Charles IX. Elle signe le traité de Fossano avec la Savoie, la France échange Turin, Chieri et Villeneuve d'Asti contre Pignerol, Pérouse et Savillan. Cette même année Imbert est reçu chevalier de l'Ordre de Saint-Michel.
Il rentre en France, et le 22 décembre 1562. Il prête serment à Amboise, le 10 avril 1563. Il sert au siège du Havre-de-Grâce, qui capitule le 28 juillet suivant. Catherine de Médicis lui remets le bâton de maréchal de France, à la charge de la première vacation (ce fut celle du maréchal de Brissac à Troyes le 6 avril 1564). Il rejoint la cour au lendemain de l'assassinat du duc de Guise.
« Catherine de Médicis, à qui les événements permettaient d'entreprendre la pacification du royaume, choisit le nouveau maréchal comme principal auxiliaire de cette œuvre. Modéré dans ses opinions religieuses, il réussit à rétablir l'ordre à Rouen, où Brissac en raison de son intransigeance, et François de Scépeaux par sa brutalité, avaient échoué. Peu après il contribue dans une large mesure à la victoire du Havre, dont catholiques et huguenots, réconciliés, s'emparent : la paix religieuse semble assurée pour quelque temps ». 

En 1564, il apaise les troubles qui ont éclaté en Guyenne. En 1565, il accompagne Catherine de Médicis et le jeune Charles IX à Bayonne et assiste à la rencontre de la fille de Catherine, Élisabeth de France (1545-1568), devenue reine d’Espagne. Il avait une telle influence à la cour que le dicton suivant en est resté:

« Bourdillon, Montigny et Bonneval
Gouvernent seuls le sang royal »

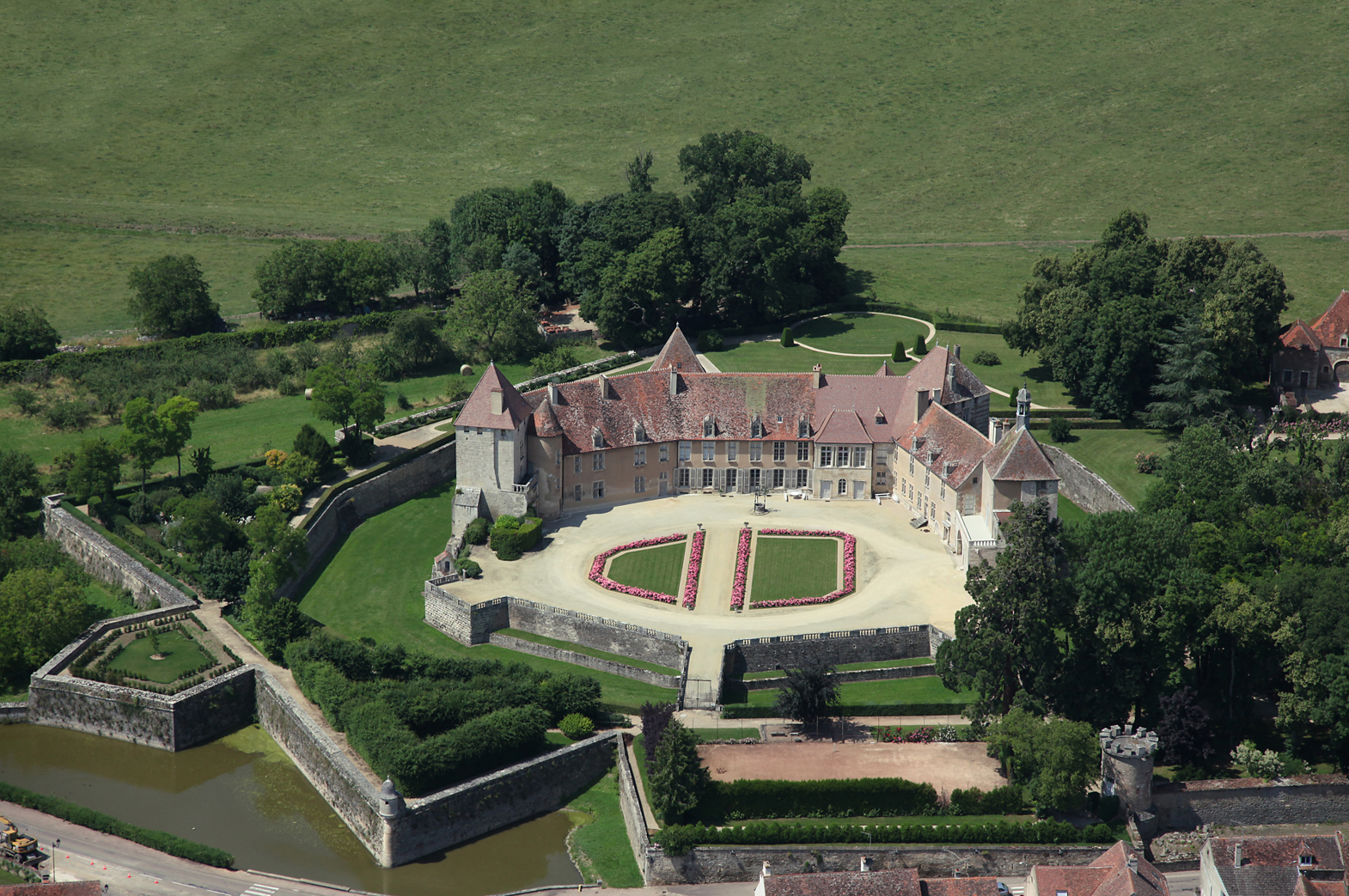
Château d'Époisses acheté en 1561 par Imbert de La Platière

N'étant pas seigneur des Bordes, il achète en 1561 à duc de Nemours la seigneurie d’Époisses dont il restaure et embellit le château; la tour ouest porte son nom. Il fait construire un colombier, sculpter sur trois porches ses armes qui réunissent en un seul blason en les écartelant, les armes de la famille des Bordes (de gueules à trois molettes d’éperon d’or) et celles de la famille de La Platière (d’argent au chevron de gueules accompagné de trois annelets de sable) - on trouve aussi trois anilles de sable ou trois rocs d’échiquier de sable.
À la devise héritée de ses ancêtres : Ut sors volet (quoi que le sort veuille) il ajoute Tamen stabo (je resterai debout).
Imbert de La Platière meurt à Fontainebleau le 4 avril 1567. Jean-Pierre Busson dans sa thèse « Imbert de La Platière des Bordes dit Bourdillon, maréchal de France (1516-1567) » évoque un empoisonnement par son médecin alors que la guerre se préparait et qu'il faisait alors figure de grand chef militaire catholique.
Il avait épousé par contrat du 13/14 septembre 1546 Claude de Damas, dame de Ragny, fille de Charles de Damas qui lui apporta la terre de Songy et décéda en 1558. Il épouse par contrat du 15 avril 1561 Françoise de Birague, fille unique de René de Birague, chancelier de France et cardinal de l’Église catholique. Il n'eut pas d'enfant de ses deux mariages.
Il est enterré le 7 juin 1567 en l’église collégiale d’Époisses. À sa mort le château d’Époisses passe à sa nièce Françoise de la Platière, dame des Bordes, héritière du maréchal et de toute la famille de La Platière des Bordes dont elle est la dernière représentante.
Son portrait peint en 1835 par Merry-Joseph Blondel est conservé dans les réserves du château de Versailles.

## Armes
| Figure | Blasonnement |
|        | Écartelé: aux 1 et 4, d'argent, au chevron de gueules, accompagné de trois anilles ou fer de moulins de sable, qui est La Platière; au 2 et 3 de gueules à trois molettes d'éperons d'or, qui est des Bordes Les armes d'Imbert de La Platière accompagnées de sa devise sont retrouvées sur deux jetons du maréchal. |